# Silnice II/394
Silnice II/394 je silnice II. třídy v Česku, která spojuje silnici I/23 u Rosic a Ivančice. Dosahuje délky 10 km.

## Vedení silnice
Okres Brno-venkov – Jihomoravský kraj
- vyústění z I/23
- Tetčice
- Neslovice, křížení s II/395
- Ivančice, křížení s II/393
- Ivančice, zaústění do II/152